# Dewzrost
Dewzrost (ang. degrowth) –  ruch naukowy, polityczny, ekonomiczny i społeczny, krytykujący używanie mierników wzrostu gospodarczego (np. PKB czy PNB) jako miary dobrobytu społecznego i gospodarczego.

## Charakterystyka
Zwolennicy dewzrostu opierają swoje założenia na badaniach z zakresu antropologii ekonomicznej, ekonomii ekologicznej, nauk o środowisku i studiów nad rozwojem, które wskazują, że koncentracja gospodarki kapitalistycznej na wzroście prowadzi do poważnych szkód środowiskowych i społecznej niesprawiedliwości. Uważają oni również, że wzrost gospodarczy nie jest konieczny do poprawy jakości życia ludzi, a „wzrost jakości życia” może być rozumiany na różne sposoby.
Główny argument przeciwko wzrostowi opiera się na założeniu, że nieograniczony rozwój gospodarki jest sprzeczny z ograniczonymi zasobami naturalnymi Ziemi. Zwolenniczki i zwolennicy dewzrostu proponują porzucenie wzrostu PKB i PNB jako głównego celu politycznego państw, a zamiast tego skupienie się na innych wskaźnikach ekonomicznych i społecznych, takich jak oczekiwana długość życia, zdrowie publiczne, edukacja, warunki mieszkaniowe, czas wolny i ekologicznie zrównoważona praca. Te wskaźniki mają lepiej odzwierciedlać zarówno dobrobyt ludzi, jak i kondycję środowiska, nawet jeśli wzrost gospodarczy zostanie spowolniony.
Teoretycy dewzrostowi krytykują gospodarkę wolnorynkową i podkreśla znaczenie dostępności publicznych usług, pracy opiekuńczej, samoorganizacji, dóbr wspólnych i sprawiedliwego podziału pracy. Jest również krytyczna wobec zielonego kapitalizmu oraz innych alternatywnych modeli zrównoważonego rozwoju, które uważa za niewystarczające w walce z kryzysem klimatycznym, załamaniem systemów ekologicznych i niesprawiedliwością społeczną.

## Kontekst
Ruch dewzrostowy powstał z obaw związanych z konsekwencjami liberalizmu gospodarczego i konsumpcjonizmu społeczeństw przemysłowych, w tym:
- Zmniejszoną dostępnością źródeł energii (zob. peak oil);
- Destabilizacją ziemskich ekosystemów, od których zależy całe życie na Ziemi (zob. Holocen, Antropocen, zanieczyszczenie środowiska, granice planetarne);
- Wzrostem negatywnych społecznych skutków ubocznych (niezrównoważony rozwój, pogorszenie stanu zdrowia społeczeństw, ubóstwo, nierówności społeczne);
- Stale rosnącym wykorzystanie zasobów przez kraje Globalnej Północy w celu zaspokojenia potrzeb związanych ze stylem życia, który zużywa więcej żywności i energii oraz produkuje więcej odpadów, kosztem krajów Globalnego Południa (zob. neokolonializm).

Początki ruchu dewzrostowego sięgają lat siedemdziesiątych XX wieku, wyłaniając się z rosnących obaw o środowiskowe i społeczne skutki wzrostu gospodarczego. Pod wpływem ekologicznej krytyki społeczeństwa przemysłowego, pierwsi teoretycy dewzrostowi, tacy jak Nicholas Georgescu-Roegen, pionier ekonomii ekologicznej i Ivan Illich, który krytykował nadmierny wpływ przemysłu na społeczeństwa, położyli teoretyczne podwaliny idei dewzrostu. W pracy The Entropy Law and the Economic Process z 1971 roku Georgescu-Roegen argumentuje, że deficyt ekonomiczny jest zakorzeniony w rzeczywistości fizycznej; że wszystkie zasoby naturalne ulegają nieodwracalnej degradacji, gdy są wykorzystywane w działalności gospodarczej; że zdolność Ziemi do utrzymania populacji ludzkiej i poziomu konsumpcji z pewnością zmniejszy się w przyszłości, ponieważ zasoby naturalne Ziemi są ograniczone; a co za tym idzie, że gospodarka światowa jako całość zmierza w kierunku nieuchronnego załamania.
Kamieniem milowym dla ruchu dewzrostowego była publikacja Granice Wzrostu z 1972 roku wydana przez Klub Rzymski, który wykorzystał symulacje komputerowe, aby przewidzieć, że wykładniczy wzrost gospodarczy i populacyjny może doprowadzić do zapaści ekologicznej w ciągu kilku dziesięcioleci (należy zaznaczyć, że dewzrost współcześnie uznaje dynamikę populacji za jeden z czynników wpływu na środowisko, ale wyraźnie odrzuca przeludnienie jako główną przyczynę degradacji środowiska, podkreślając zamiast tego nieproporcjonalną konsumpcję i emisje zanieczyszczeń w krajach o wysokich dochodach oraz strukturalną rolę kapitalizmu w napędzaniu niezrównoważonego wzrostu). W podobnym czasie francuscy teoretycy, tacy jak André Gorz i Serge Latouche, zaczęli używać terminu fr. décroissance (dewzrost), jako wezwania do kulturowego i politycznego zerwania z ideologią skoncentrowaną na wzroście. Choć w tamtym czasie ich idee były w dużej mierze marginalne, zyskały na znaczeniu na początku XXI wieku w obliczu pogłębiających się kryzysów ekologicznych, zmian klimatycznych i rosnących nierówności. Dewzrost przekształcił się w spójny ruch akademicki i społeczny, szczególnie w Europie, opowiadający się za społeczeństwem opartym na wystarczalności, trosce o środowisko i sprawiedliwości społecznej.
Ponowne ożywienie ruchu dewzrostowego na XXI wieku nastąpiło szczególnie dzięki pierwszej Międzynarodowej Konferencji Dewzrostowej w Paryżu (2008), która zgromadziła naukowców i aktywistów wielu dyscyplin. Kolejne konferencje w Barcelonie, Lipsku, Budapeszcie i innych miastach pomogły skonsolidować ruch dewzrostowy. Do kluczowych współczesnych postaci należą m.in. Giorgos Kallis, Federico Demaria, Joan Martinez-Alier i Jason Hickel, którzy znacząco przyczynili się do rozwoju akademickiego i publicznej widoczności tej dziedziny.

## Główne założenia

### Zużycie zasobów naturalnych
Zwolenniczki i zwolennicy dewzrostu twierdzą, że wraz z ekspansją gospodarczą wzrasta zużycie zasobów naturalnych, a ponieważ zasoby nieodnawialne, takie jak ropa naftowa, rudy metali i fosforyty są ograniczone, dojdzie do ich wyczerpania. Podobnie, zasoby odnawialne, takie jak biomasa, gleba i woda, mogą również ulec wyczerpaniu, jeśli są pozyskiwane w niezrównoważonym tempie przez dłuższy czas, czego przykładem może być wyczerpywanie kluczowych depozytów fosforowych w Europie.
Zgodnie z teorią dewzrostu, zmniejszenie popytu i zapotrzebowania na zasoby jest jedynym trwałym rozwiązaniem w obliczu ograniczoności zasobów na Ziemi. Aby zapobiec wyczerpaniu zasobów naturalnych, zarówno produkcja, jak i konsumpcja muszą zostać dostosowane do poziomów, które zapewnią ich długoterminową dostępność i równowagę ekologiczną. Dewzrost postuluje także konieczność transformacji energetycznej i zmniejszenia zależności od ropy naftowej, aby uniknąć kryzysów społecznych związanych z kurczeniem się zasobów nieodnawialnych. Równocześnie dewzrost wzywa do zatrzymania nieekologicznych i niesprawiedliwych praktyk eksploatacji natury wyłącznie jako zasobu, ignorując jej społeczną rolę i podmiotowość.

### Makroekonomia
Podstawowe założenia makroekonomiczne dewzrostu określają, w jaki sposób można zorganizować systemy ekonomiczne bez zależności od wzrostu gospodarczego, szczególnie w krajach o wysokich dochodach, które przekroczyły zrównoważony poziom wykorzystania zasobów. Zasady te podważają konwencjonalne makroekonomiczne założenie, że ciągły wzrost PKB jest zarówno konieczny, jak i pożądany. W zamian promują wystudzenie gospodarek krajów Globalnej Północy i priorytetyzację zdrowia środowiskowego, sprawiedliwości społecznej i dobrostanu ludzkości, a nie maksymalizację zysków lub ekspansję produkcji.
Centralnym elementem tego podejścia jest ograniczenie ogólnego zużycia zasobów naturalnych i energii, tak aby nie przekroczyć granic planetarnych (zob. ekonomia obwarzanka), przy jednoczesnym zaspokojeniu podstawowych potrzeb. Kluczowe rozwiązania obejmują redukcję czasu pracy i bardziej sprawiedliwego podziału zatrudnienia, rozwój powszechnych podstawowych usług (takich jak opieka zdrowotna, edukacja, mieszkalnictwo i transport publiczny) oraz kompleksową redystrybucję dochodów i bogactwa poprzez progresywne opodatkowanie i pułapy majątkowe. Środki te mają na celu uniezależnienie źródeł utrzymania i dobrobytu od dochodów rynkowych i ekspansji gospodarczej.
Zwolennicy dewzrostu proponują również inwestycje publiczne w sektory regeneracyjne o niskim wpływie środowiskowym, takie jak energia odnawialna, praca opiekuńcza i odbudowa ekosystemów, przy jednoczesnym wycofywaniu branż szkodliwych społecznie i ekologicznie. Co ważne, ta makroekonomiczna wizja opiera się na alternatywnych wskaźnikach dobrobytu (np. dobrostanu, integralności ekologicznej i spójności społecznej) i wykorzystuje ekologiczne modelowanie makroekonomiczne do symulacji, w jaki sposób gospodarki mogą funkcjonować w scenariuszach zerowego lub ujemnego wzrostu.
Poprzez zmianę koncepcji stabilności gospodarczej i postępu społecznego poza wzrostem, dewzrost dąży do zaprojektowania gospodarek, które są jednocześnie ekologicznie, stabilne i sprawiedliwe społecznie, pozycjonując się jako transformacyjna alternatywa dla zielonego wzrostu i paradygmatów zrównoważonego rozwoju.

### Paradoks Jevonsa
Dewzrost odżegnuje się od teorii, według których nowe rozwiązania technologiczne załagodzą kryzys klimatyczny (technooptymizm). Technologie zaprojektowane w celu zmniejszenia zużycia zasobów i poprawy wydajności są prezentowane jako zrównoważone lub ekologiczne rozwiązania, jednak literatura dewzrostowa ostrzega przed zbytnią ufnością w postęp technologiczny, ze względu na „efekt odbicia”, znany również jako paradoks Jevonsa: efekt polegający na zwiększeniu zużycia zasobów naturalnych mimo wzrostu produktywności ich użycia. M.in. ze względu na efekt odbicia, zwolennicy i zwolenniczki dewzrostu utrzymują, że jedyne skuteczne „zrównoważone” rozwiązania muszą wiązać się odrzuceniem paradygmatu wzrostu zmniejszeniem zapotrzebowania na rozwiązania technologiczne. 

### Dobra wspólne
Termin „dobra wspólne” (ang. commons), na nowo zdefiniowany przez Elinor Ostrom w latach 80. XX wieku, odnosi się do wspólnych zasobów - takich jak łowiska, pastwiska, lasy, czy systemy irygacyjne - które są wspólnie wykorzystywane i zarządzane przez społeczność. W przeciwieństwie do narracji „tragedii wspólnego pastwiska” spopularyzowanej przez Garretta Hardina, która sugeruje, że jednostki nadmiernie eksploatują wspólne zasoby, badania Ostrom wykazały, że społeczności często z powodzeniem zarządzają dobrami wspólnymi poprzez zbiorowe działania, normy i wspólnie ustanowione instytucje. Jej przełomowa praca, w szczególności książka Dysponowanie wspólnymi zasobami z 1990 roku, podważyła pogląd, że tylko prywatyzacja lub kontrola państwa może zapobiec gwałtownemu zużyciu zasobów. Zamiast tego udowodniła, że przy odpowiednich zasadach i lokalnym zaangażowaniu, dobrami wspólnymi można zarządzać w sposób zrównoważony przez długi czas, podkreślając znaczenie zaufania, komunikacji i adaptacji. 
W kontekście dewzrostu koncepcja dóbr wspólnych odnosi się do wspólnych zasobów - naturalnych, społecznych, kulturowych - które są wspólnie zarządzane przez społeczności, a nie są własnością prywatną lub są kontrolowane przez państwo. Dobra wspólne mogą obejmować takie systemy jak woda, powietrze, lasy, przestrzenie publiczne, wiedza, a także usługi społeczne. Naukowcy zajmujący się dewzrostem postrzegają dobra wspólne jako kluczowy element w tworzeniu bardziej sprawiedliwego i zrównoważonego społeczeństwa, w którym zasoby są wykorzystywane w sposób, priorytetowo traktujący dobrobyt społeczności, sprawiedliwość ekologiczną i społeczną. Dewzrost podkreśla znaczenie wystarczalności, zachęcając ludzi do mniejszej konsumpcji przy jednoczesnym zaspokojeniu podstawowych potrzeb poprzez sprawiedliwy dostęp do wspólnych zasobów.

### Feminizm
Ruch dewzrostowy opiera wiele swoich idei na ekonomii feministycznej, krytykującej miarę wzrostu gospodarczego jedynie na podstawie PKB, która nie bierze pod uwagę nieodpłatnej pracy opiekuńczej i pracy reprodukcyjnej, wykonywanej głównie przez kobiety. Dewzrost czerpie z krytyki feministek socjalistycznych, takich jak Silvia Federici i Nancy Fraser, które podkreślają, że kapitalistyczny wzrost opiera się na wyzysku pracy kobiet. Dewzrost koncentruje rozumienie gospodarki wokół etyki troski i pracy opieki, proponując, aby traktować ją jako dobro wspólne.
Przekierowanie uwagi na pracę opieki i pracę reprodukcyjną idzie w parze z postulatem zmiany rytmów czasu pracy. Teoretyczkidewzrostowe proponują redukcję czasu pracy i redystrybucji pracy opiekuńczej. Frigga Haug proponuje na przykład system 4-1: cztery godziny pracy zarobkowej dziennie, cztery godziny pracy opiekuńczej, cztery godziny działań politycznych w ramach demokracji bezpośredniej i cztery godziny rozwoju osobistego.
Dewzrost czerpie również inspirację z feminizmu materialistycznego, który widzi zbieżność pomiędzy wyzyskiem kobiet i środowiska w społeczeństwach opartych na wzroście i jako odpowiedź proponuje nową perspektywę ekofeministyczną, konceptualizowaną między innymi przez Françoise d'Eaubonne, czy Marię Mies i Ariel Salleh. Wzajemne synergie pomiędzy dewzrostem a feminizmem są eksplorowane między innymi w sieci Feminisms and Degrowth Alliance (FaDA). 

### Dekolonializm
Istotną koncepcją w ramach teorii dewzrostowej jest dekolonializm, który odnosi się do zakończenia relacji władzy opartej na dominacji i hierarchii politycznej, społecznej, ekonomicznej, religijnej, rasowej, płciowej i epistemologicznej Globalnej Północy nad Globalnym Południem.
Zgodnie z teorią dewzrostową (i dekolonialną) wzrost gospodarczy jest podtrzymywany głównie dzięki długiej historii kolonializmu i ekstraktywizmu, które utrwalają asymetryczne relacje władzy. Kolonializm jest rozumiany jako zawłaszczanie wspólnych dóbr, zasobów i pracy. Poprzez dominację kolonialną dominujące na rynku firmy i korporacje są w stanie obniżać ceny surowców, ze szkodą dla krajów o słabszych gospodarkach. Dewzrost krytykuje te mechanizmy i proponuje zaspokajanie ludzkich potrzeb poprzez reparacje i odtowarowienie; dąży również do uznania długu kolonialnego i ekologicznego wobec krajów Globalnego Południa.

### Polityka
W 2022 roku Nick Fitzpatrick, Timothée Parrique i Inês Cosme przeprowadzili kompleksowe badanie literatury dotyczącej dewzrostu z lat 2005-2020, w którym znalazło się 530 konkretnych propozycji politycznych z „50 celami, 100 rozwiązaniami, 380 instrumentami”. Badanie to wykazało, że dziesięć najczęściej wymienianych propozycji dewzrostowych to: bezwarunkowy dochód podstawowy, redukcja czasu pracy, gwarancja zatrudnienia z godną płacą, maksymalne limity dochodów, limity zużycia zasobów i emisji, organizacje non-profit, demokratyczne fora dyskusyjne, odzyskiwanie dóbr wspólnych, zakładanie ekowiosek i spółdzielni mieszkaniowych.
Odnosząc się do głosów krytycznych, według których publiczne finansowanie tego typu rozwiązań jest nierealistycznie, antropolog ekonomii Jason Hickel proponuje nowoczesną teorię monetarną (MMT). Według tej teorii suwerenne państwa monetarne mogą emitować pieniądze potrzebne do opłacenia wszystkiego, co jest potrzebne w gospodarce narodowej, bez konieczności uprzedniego opodatkowania obywateli w celu uzyskania wymaganych środków. Podatki, regulacje kredytowe i kontrola cen mogą być wykorzystane do złagodzenia inflacji, przy jednoczesnym zmniejszaniu konsumpcji.

## Popularność
Najnowsze dane sondażowe sugerują, że dewzrost zyskuje na popularności jako propozycja polityczna, która przedkłada dobro środowiska i dobrobyt społeczny nad ciągły wzrost gospodarczy. Przykładowo, europejskie badanie badań wykazało, że 61% respondentów opowiada się za podejściem postwzrostowym, a badanie przeprowadzone przez Niemiecką Agencję Środowiska, że 88% zgadza się z potrzebą „dobrego życia niezależnie od wzrostu gospodarczego”. Podobnie, ankieta przeprowadzona wśród prawie 800 badaczy polityki klimatycznej na całym świecie wykazała, że 73% popiera stanowiska post-wzrostowe (awzrost i dewzrost). Poparcie społeczne dla rozwiązań takich jak gwarancja zatrudnienia, powszechny dochód podstawowy i krótszy tydzień pracy - polityki, które mają na celu redystrybucję zasobów i ograniczenie nadmiernej konsumpcji - świadczy o rosnącym zainteresowaniu alternatywami dla tradycyjnych modeli wzrostu.

## Ruch dewzrostowy

### Konferencje
Ruch dewzrostowy organizuje się między innymi w ramach międzynarodowych konferencji, promowanych przez sieć Research & Degrowth (R&D). Pierwsza międzynarodowa konferencja na temat wzrostu gospodarczego na rzecz zrównoważonego rozwoju ekologicznego i równości społecznej w Paryżu (2008) poruszała tematy kryzysu finansowego, społecznego, kulturowego, demograficznego i środowiskowego spowodowanego słabościami kapitalizmu. Kolejne konferencje odbyły się w Barcelonie (2010), Montrealu (2012), Wenecji (2012), Lipsku (2014), Budapeszcie (2016), Malmö (2018), Zagrzebiu (2023) i Pontevedrze (2024). 11. Międzynarodowa Konferencja Dewzrostowa odbędzie się w Oslo w czerwcu 2025 roku. Dodatkowo zorganizowano dwie konferencje jako ponadpartyjne inicjatywy posłów do Parlamentu Europejskiego: konferencję Post-Growth w 2018 roku i konferencję Beyond Growth w 2023, które odbyły się w Parlamencie Europejskim w Brukseli.

### Międzynarodowa Sieć Dewzrostu (International Degrowth Network)
Od 2018 roku konferencjom towarzyszą nieformalne zgromadzenia dewzrostowe, mające na celu budowanie społeczności między grupami w różnych krajach. Podczas czwartego zgromadzenia w Zagrzebiu w 2023 roku utworzono Międzynarodową Sieć Dewzrostu.

### Relacja z innymi ruchami społecznymi
Ruch dewzrostowy współpracuje z wieloma ruchami społecznymi i alternatywnymi wizjami ekonomicznymi. Konzeptwerk Neue Ökonomie (Laboratorium Nowych Idei Ekonomicznych), które było gospodarzem międzynarodowej konferencji w Lipsku w 2014 roku, opublikowało w 2017 roku projekt zatytułowany „Degrowth in movement(s)”, który mapuje relacje z innymi ruchami i inicjatywami społecznymi. Związek z ruchem na rzecz sprawiedliwości środowiskowej jest szczególnie widoczny.
Choć nie wszystkie z tych inicjatyw podpisują się wprost pod ideami dewzrostu, na całym świecie można znaleźć ruchy inspirowane podobnymi koncepcjami, w tym Buen Vivir w Ameryce Łacińskiej, Zapatystów w Meksyku, kurdyjską Rożawę czy Swaraj w Indiach. 
Dewzrost znajduje synergię również z różnorodnymi inicjatywami dotyczącymi dóbr wspólnych, w których zasoby są dzielone w sposób zrównoważony, zdecentralizowany i samodzielnie zarządzany. Takimi inicjatywami są na przykład spółdzielnie spożywcze, platformy open source i wspólnotowo zarządzane dobra, takie jak energia lub woda. Produkcja oparta na zasadach dóbr wspólnych wyznacza również rolę technologii w społecznościach dewzrostowych, gdzie wspólnotowość i społecznie użyteczna produkcja mają pierwszeństwo przed zyskiem kapitałowym. Może się to odbywać na przykład w formie kosmolokalizmu, który oferuje ramy dla lokalizowania wspólnych form produkcji przy jednoczesnym dzieleniu się zasobami cyfrowymi, aby zmniejszyć zależność od globalnych monopoli cyfrowych.

## Krytyka
W ostatnich latach powstało wiele krytycznych opracowań dotyczących dewzrostu. Krytyka teorii i ruchu dewzrostowego podkreśla przede wszystkim brak jasnego planu na wdrożenie proponowanych rozwiązań. Krytycy twierdzą, że zmniejszenie aktywności gospodarczej - szczególnie w krajach Globalnej Północy - może prowadzić do utraty miejsc pracy, obniżenia standardów życia i niestabilności politycznej, jeśli zmiana nie będzie ostrożnie zarządzana. Z drugiej strony wprowadzanie rozwiązań dewzrostowych może grozić spowolnieniem rozwoju w takich obszarach jak zdrowie, edukacja i infrastruktura, szczególnie w krajach tzw. rozwijających się, gdzie wzrost gospodarczy jest nadal uznawany za niezbędną bazę do zaspokojenia podstawowych potrzeb człowieka. Inne głosy krytyczne twierdzą, że zamiast kurczyć gospodarkę, należy skupić się na oddzieleniu wzrostu od szkód środowiskowych poprzez innowacje technologiczne i strategie zielonego wzrostu. Zasadniczo krytycy kwestionują możliwości zapewnienia sprawiedliwości ekologicznej bez pogłębiania nierówności społecznych lub wywoływania kryzysów gospodarczych, w ramach obecnych kapitalistycznych i zglobalizowanych struktur.
Według artykułu ekonomisty środowiskowego Jeroena C. J. M. van den Bergha, dewzrost jest często postrzegany jako koncepcja niezrozumiała ze względu na jej różne interpretacje, co może prowadzić do braku jasnej i konstruktywnej debaty politycznej. Według krytyków jest mało prawdopodobne, aby dewzrost zyskał znaczące poparcie społeczne lub polityczne, co czyni go nieskuteczną strategią zmiany politycznej, społecznej, ekonomicznej czy ekologicznej.

### Krytyka marksistowska
Tradycyjni marksiści rozróżniają dwa rodzaje wartości: jeden oparty na tym, co jest rzeczywiście użyteczne dla ludzi (wartość użytkowa), a drugi skupiony wyłącznie na generowaniu zysku (wartość wymienna). Twierdzą oni, że podstawową kwestią nie jest to, ile się produkuje, ale wyzyskujący i kontrolujący charakter samej kapitalistycznej produkcji. Teoretyk Jean Zin zgadza się z dewzrostową krytyką, zwłaszcza w odniesieniu do szkód ekologicznych i społecznych, ale uważa, że sam dewzrost nie rozwiązuje podstawowego problemu kapitalistycznego wyzysku. Niektórzy marksistowscy myśliciele, tacy jak John Bellamy Foster i Fred Magdoff, jak również David Harvey, Immanuel Wallerstein i Paula M. Sweezy, podkreślają niekończące się dążenie do akumulacji kapitału jako cechę definiującą kapitalizm, która ich zdaniem powoduje niezrównoważone dążenie do wzrostu gospodarczego. Foster i Magdoff rozwijają marksowską ideę „rysy metabolicznej”, w której kapitalizm zakłóca relacje między ludźmi a naturą, choć zauważają, że podobne problemy mogą występować również poza systemem kapitalistycznym. Wiele teorii dewzrostowych czerpie z idei neomarksistowskich, a Foster podkreśla, że dewzrost „nie powinien być postrzegany jako oszczędność, ale jako ścieżka w kierunku bardziej sprawiedliwego, zrównoważonego i mniej wyzyskującego/ wyzyskiwanego społeczeństwa".

### Negatywne konotacje
Termin „dewzrost” jest krytykowany ze względu na możliwe negatywne konotacje, w przeciwieństwie do pozytywnie postrzeganego „wzrostu”. „Wzrost” jest kojarzony z kierunkiem „w górę” i pozytywnymi doświadczeniami, podczas gdy ruch „w dół” generuje przeciwne skojarzenia. Badania w dziedzinie psychologii politycznej wykazały, że początkowe negatywne skojarzenie pojęcia „dewzrostu” z negatywnie postrzeganym „w dół”, może wpływać na sposób, w jaki kolejne informacje na temat tego pojęcia są integrowane na poziomie podświadomym. Na poziomie świadomym, dewzrost może być interpretowany negatywnie jako kurczenie się gospodarki, choć nie jest to celem transformacji dewzrostowej, a raczej jedną z oczekiwanych konsekwencji. W obecnym systemie gospodarczym kurczenie się gospodarki kojarzy się z recesją, redukcją zatrudnienia lub cięciami wynagrodzeń.

### Możliwe alternatywy
Alternatywne podejścia, takie jak postwzrost i zielony wzrost, oferują różne wizje radzenia sobie z kryzysami środowiskowymi. Postwzrost, popierany przez akademików takich jak Tim Jackson i Kate Raworth, przenosi punkt ciężkości ze wzrostu PKB, na dobrobyt, równowagę ekologiczną i sprawiedliwość społeczną, mierzone poprzez nowe wskaźniki i zmiany systemowe. Zielony wzrost, promowany przez organizacje takie jak OECD i myślicieli takich jak Nicholas Stern i Mariana Mazzucato, dąży do oddzielenia ekspansji gospodarczej od szkód środowiskowych poprzez innowacje technologiczne, energię odnawialną i zrównoważone inwestycje. Te kontrastujące ze sobą podejścia odzwierciedlają szerszą debatę na temat tego, jak pogodzić ograniczenia ekologiczne z celami gospodarczymi i społecznymi w XXI wieku.